# Małgobek
Małgobek (ros. Малгобек, ing. МагIалбике) – miasto w Rosji, w Inguszetii.
Według danych z 2008 miasto liczyło 44 659 mieszkańców.

## Geografia
Miasto leży na północnym krańcu Wielkiego Kaukazu, ok. 40 km na północ od stolicy republiki Magas.
W Małgobeku zlokalizowane są zakłady przemysłu materiałów budowlanych oraz wydobycia ropy naftowej.

## Demografia
Ogólna liczba mieszkańców:
- 1939 – 12 400 mieszk.
- 1959 – 13 900 mieszk.
- 1979 – 20 500 mieszk.
- 1989 – 20 400 mieszk.
- 2002 – 41 876 mieszk.
- 2008 – 44 659 mieszk.
- 2009 – 45 612 mieszk.
- 2015  - 46 760 mieszk.

## Historia
Małgobek powstał w 1935 roku po odkryciu pól ropy naftowej. Wcześniej istniały tutaj osady Małgobek-Bałka (Малгобек-Балка) i Czeczen-Bałka (Чечен-Балка). W 1939 r. uzyskało prawa miejskie.
W czasie II wojny światowej (Operacja Fall Blau), 12 września 1942 r. miejscowość zdobyta przez armię niemiecką (Grupa Armii A). 3 stycznia 1943 r. została odbita przez Armię Czerwoną.
W październiku 2007 r. Małgobek został odznaczony przez prezydenta Władimira Putina Tytułem Miasta Żołnierskiej Sławy (ros. Город воинской славы) za bohaterskie zatrzymanie wojsk hitlerowskich w czasie bitwy o Kaukaz.

## Osobowość
- Magomed Jewłojew (1971–2008) – dziennikarz